# Atari SA
Atari SA (ASA) è un'azienda multinazionale francese di videogiochi con sede a Parigi, originariamente denominata Infogrames, SA (IESA). Fra le società controllate ci sono
Atari, Inc. (gruppo Atari SA) e Petroglyph Games.

## Da Infogrames ad Atari, SA
Fino al 1996 il marchio "Atari" per il mercato dei giochi per console e home computer era detenuto da Atari Corporation. All'inizio di quell'anno Atari Corporation annunciò la nascita di Atari Interactive, che si sarebbe concentrata nella pubblicazione di giochi per PC. Ma poco dopo l'annuncio la società, con tutti i diritti sui nomi e marchi Atari, si fuse con JT Storage, un produttore di dischi rigidi che non era interessata al mercato in cui operava Atari ma solo alle sue liquidità. JT Storage mise subito in vendita il marchio Atari, che fu acquistato nel 1998 da Hiat XI Corporation, una società detenuta in toto da Hasbro Interactive (l'attuale Atari Interactive), facente parte del gruppo Hasbro. Hasbro Interactive cambiò subito il nome di Hiat Xi in Atari Interactive ed iniziò a vendere remake di vecchi titoli Atari come Centipede.
Nel 1999 Infogrames ha acquistato GT Interactive, un produttore di videogiochi statunitense con sede a New York, cambiandone il nome in Infogrames, Inc..
Nel 2001 Hasbro vendette Hasbro Interactive e tutte le società satellite ad Infogrames Entertainment SA, compresa Atari Interactive. Infogrames rinominò Hasbro Interactive in Infogrames Interactive, Inc.. Nel 2003 Infogrames Interactive ha concesso in licenza alla società madre Infogrames Entertainment l'utilizzo del marchio Atari per iniziare il cambio di denominazione di tutte le società del gruppo basandole sul nome "Atari". Infogrames Interactive fu quindi ribattezzata Atari Interactive, Inc. e Infogrames, Inc. fu denominata Atari Inc..
Nel maggio del 2009 Infogrames,SA ha annunciato il cambio di nome in Atari, per evitare confusione fra gli utenti. In merito a ciò, l'amministratore delegato di Atari, Jim Wilson, dichiarava: "Abbiamo deciso di eliminare la dualità fra Infogrames e Atari ed i problemi che nascono intorno ad essa. Siamo un'unica società, guidata da un unico direttivo, sotto un unico marchio.". Un rapporto agli investitori del 29 maggio ha riportato che "Il Direttivo ha deciso di cambiare il nome di Infogrames Entertainment in Atari. Questa decisione ci permetterà di utilizzare al meglio il marchio Atari, capitalizzando al massimo l'affinità e la notorietà di questo nome a livello mondiale, sia per le strategie di licenza, sia per quelle produttive sia per la gestione dei contenuti online.".
In un comunicato stampa agli investitori datato 24 luglio 2009 veniva puntualizzato, rispetto a quanto riportato sul comunicato del 29 maggio, che il cambio di nome sarebbe stato da Infogrames, S.A. a Atari, S.A.
Il 19 aprile 2010 Atari SA ha annunciato l'ingresso nell'esecutivo di Nolan Bushnell, fondatore della storica prima Atari, e Tim Virden.
Nel mese di gennaio del 2013, a causa della messa in liquidazione dei due fondi di investimento azionisti della società, Atari, SA ha dichiarato la bancarotta, entrando in amministrazione controllata secondo il Libro 6 della legislazione francese; la filiale nordamericana Atari, Inc. ha avuto accesso al programma di riassetto finanziario stabilito dal Capitolo 11 della legge statunitense, con la nomina ad amministratore delegato ad interim di Eugene Davis. Il 5 febbraio 2013 Atari, SA ha annunciato che le quote azionarie detenute dai fondi in liquidazione sono state acquistate da una nuova società: come risultato di questa operazione, sono stati riorganizzati i quadri dirigenziali con la nomina ad amministratore delegato di Frederic Chesnais.
Il 5 novembre 2014 Atari ha annunciato la creazione di Atari Casino, una società del gruppo specializzata nella realizzazione di giochi di tipo casinò online con denaro vero basati sui vecchi successi Atari come Centipede, Star Raiders ed altri.

## Cronologia
Atari
- 1972-1984 - Atari, Inc. (la società originale)
- 1984–1996 - Atari Corporation (la società fondata da Jack Tramiel)
- 1996–2001 - Atari Interactive (l'ultima società che deteneva i diritti sul marchio Atari)
- dal 2003 - Atari, Inc. (gruppo Atari SA)
- dal 2009 - Atari, SA